# جانيت كير
جانيت كير (بالإنجليزية: Janette Kerr)‏ هي رسامة بريطانية، ولدت في 1957 في شتلاند في المملكة المتحدة.

## وصلات خارجية
- الموقع الرسمي